# Piatnitzkysauridae
Los piatnitzkisáuridos (Piatnitzkysauridae) son una familia extinta de dinosaurios megalosauroides tetanuros. La familia fue instaurada por Carrano et. al. en 2012, y abarca a tres géneros conocidos de dinosaurios carnívoros: Condorraptor, Marshosaurus y Piatnitzkysaurus. Este último género es que le da su nombre a la familia.

## Descubrimiento
Los géneros de esta familia han sido descubiertos en depósitos del Jurásico en Argentina (Jurásico Medio) y Estados Unidos (Jurásico Superior).

## Sinapomorfias

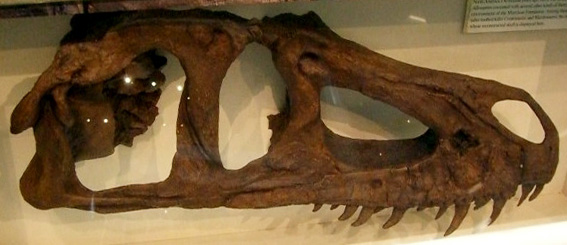
Un cráneo de Marshosaurus mostrando el maxilar

Hay varias sinapomorfias de Piatnitzkysauridae. La primera es las dos filas paralelas de forámenes nutritivos en la superficie del maxilar (también hallados en Eocarcharia y Shaochilong). Otro son las placas paradentales con estriaciones verticales (también halladas en Abelisauridae, Megalosaurus y Proceratosaurus). El tercero es la parapófisis reducida (también hallado en Coelophysoidea, Eustreptospondylus y Afrovenator). El cuarto son las espinas neurales posteriores inclinadas anteriormente (en paralelo con Allosauroidea). El quinto son los cóndilos del húmero inclinados (como en Poekilopleuron, Allosauridae y Fukuiraptor). Adicionalmente, estos especializados tetanuranos muestran una reversión a la condición primitiva en las siguientes características: la primera es un ramo maxilar corto o ausente, un desarrollo moderado de la diapófisis axial, y la carencia de pleurocelos.

## Definición
La definición filogenética de Piatnitzkysauridae es: todos los megalosauroideos más cercanamente relacionados con Piatnitzkysaurus que a Spinosaurus o Megalosaurus.